# Élections municipales andorranes de 2023
Les élections municipales andorranes de 2023 ont lieu le 17 décembre 2023 afin de renouveler les membres des conseils municipaux (consells de comú) des sept paroisses d'Andorre,.

## Contexte
Les élections municipales se déroulent en décembre 2023, soit huit mois après le renouvellement du Conseil général, le parlement de la principauté, lors des élections législatives d'avril 2023.
Ce scrutin, marquée par une forte compétitivité, opposent deux blocs principaux, dirigés respectivement par les Démocrates pour Andorre (DA), dirigés par le chef du gouvernement sortant Xavier Espot Zamora, et le Parti social-démocrate (PS), principal parti d'opposition. Les résultats se concluent par une large victoire des Démocrates pour Andorre, qui obtiennent la majorité absolue, garantissant ainsi la reconduction de Xavier Espot Zamora à la tête du gouvernement. À la surprise générale, le nouveau parti Concorde parvient à se hisser à la deuxième place, devançant ainsi le PS.

## Forces en présence
Au total 14 listes se disputent aux élections. À Canillo, on retrouve qu'une seule liste candidate, tandis qu'à Sant Julià de Lòria, il y a trois listes qui se présentent. Les paroisses restantes comportent deux listes candidates.
| Paroisse            | Liste | Liste                                                                     | Partis de soutien                                                                           | Tête de liste              |
| ------------------- | ----- | ------------------------------------------------------------------------- | ------------------------------------------------------------------------------------------- | -------------------------- |
| Canillo             |       | Démocrates + Indépendants                                                 | Démocrates pour Andorre Indépendants                                                        | Jordi Alcobé Font          |
| Encamp              |       | Unis pour le progrès + Démocrates + Indépendant                           | Unis pour le progrès Démocrates pour Andorre Indépendant                                    | Laura Mas Barrionuevo      |
| Encamp              |       | Allons de l'avant                                                         | Parti social-démocrate Indépendants                                                         | Marta Pujol Palau          |
| Ordino              |       | Unis pour Ordino                                                          | Parti social-démocrate Andorre en avant X'Ordino                                            | Enric Dolsa Font           |
| Ordino              |       | Action communale d'Ordino + Démocrates + Indépendants + Progressistes SPD | Action communale d'Ordino Démocrates pour Andorre Social-démocratie et progrès Indépendants | Maria del Mar Coma Padilla |
| La Massana          |       | Citoyens engagés + DA + Indépendants                                      | Citoyens engagés Démocrates pour Andorre Indépendants                                       | Eva Sansa Jordan           |
| La Massana          |       | Avec bons sens                                                            | Parti social-démocrate Concorde Somveïns Participa Indépendants                             | Guillem Forné Gispert      |
| Andorre-la-Vieille  |       | Enclar                                                                    | Parti social-démocrate Concorde Somveïns                                                    | Sergi Gonzalez Camacho     |
| Andorre-la-Vieille  |       | Démocrates + Progressistes SPD + Indépendants                             | Démocrates pour Andorre Social-démocratie et progrès Indépendants                           | David Astrie Padilla       |
| Sant Julià de Lòria |       | Union laurediana + Démocrates + Action + Indépendants                     | Union laurediana Démocrates pour Andorre Action pour Andorre Indépendants                   | Josep Majoral Obiols       |
| Sant Julià de Lòria |       | Réveillez-vous Laurèdia                                                   | Concorde                                                                                    | Cerni Cairat Perrigault    |
| Sant Julià de Lòria |       | Pour Sant Julià                                                           | Parti social-démocrate Social-démocratie et progrès                                         | Antonio Miralles Gascó     |
| Escaldes-Engordany  |       | Consensus pour Escaldes-Engordany                                         | Parti social-démocrate Concorde Indépendants                                                | Rosa Gili Casals           |
| Escaldes-Engordany  |       | Démocrates + Action + SDP + Indépendants                                  | Démocrates pour Andorre Action pour Andorre Social-démocratie et progrès Indépendants       | Anna García Ricart         |

## Système électoral
La loi électorale permet aux conseils municipaux de choisir leur nombre de sièges, qui doit néanmoins être un nombre pair entre 10 et 16. Le système utilisé, mixte à finalité majoritaire, est un scrutin proportionnel plurinominal combiné à une importante prime majoritaire. Les électeurs votent dans chaque paroisse pour des listes plurinominales fermées, sans possibilité de vote préférentiel. Après décompte des suffrages, la moitié des sièges de la paroisse sont attribués à la liste arrivée en tête, et l'autre moitié répartis à la proportionnelle selon le quotient de Hare, y compris à la liste arrivée en tête. Les conseillers municipaux procèdent ensuite dans chaque conseils aux élections des consuls.

## Consuls majeurs élus
| Paroisse            | Consul majeur              | Parti | Parti    |
| ------------------- | -------------------------- | ----- | -------- |
| Canillo             | Jordi Alcobé Font          |       | DA       |
| Encamp              | Laura Mas Barrionuevo      |       | DA       |
| Ordino              | Maria del Mar Coma Padilla |       | DA       |
| La Massana          | Eva Sansa Jordan           |       | CC       |
| Andorre-la-Vieille  | Sergi Gonzalez Camacho     |       | PS       |
| Sant Julià de Lòria | Cerni Cairat Perrigault    |       | Concorde |
| Escaldes-Engordany  | Rosa Gili Casals           |       | Ind.     |

## Résultats par paroisse

### Canillo
|                          |                           |       |       |       |        |               |  |  |  |
| Parti                    | Parti                     | Voix  | %     | +/-   | Sièges | +/-           |  |  |  |
|                          | Démocrates + Indépendants | 432   | 100   | 40,28 | 10     | 2             |  |  |  |
|                          |                           |       |       |       |        |               |  |  |  |
| Votes valides            | Votes valides             | 432   | 63,16 |       |        |               |  |  |  |
| Votes blancs             | Votes blancs              | 218   | 31,87 |       |        |               |  |  |  |
| Votes nuls               | Votes nuls                | 34    | 4,97  |       |        |               |  |  |  |
| Total                    | Total                     | 684   | 100   | –     | 10     | en stagnation |  |  |  |
| Abstentions              | Abstentions               | 536   | 43,94 |       |        |               |  |  |  |
| Inscrits / participation | Inscrits / participation  | 1 220 | 56,06 |       |        |               |  |  |  |

### Encamp
|                          |                                                           |       |       |       |        |               |  |  |  |
| Liste                    | Liste                                                     | Voix  | %     | +/-   | Sièges | +/-           |  |  |  |
|                          | Unis pour le progrès + Démocrates + Indépendants          | 1 403 | 68,24 | 26,97 | 10     | 1             |  |  |  |
|                          | Allons de l'avant (Parti social-démocrate + Indépendants) | 653   | 31,76 | 3,37  | 2      | en stagnation |  |  |  |
|                          |                                                           |       |       |       |        |               |  |  |  |
| Votes valides            | Votes valides                                             | 2 056 | 88,16 |       |        |               |  |  |  |
| Votes blancs             | Votes blancs                                              | 202   | 8,66  |       |        |               |  |  |  |
| Votes nuls               | Votes nuls                                                | 74    | 3,17  |       |        |               |  |  |  |
| Total                    | Total                                                     | 2 332 | 100   | –     | 12     | en stagnation |  |  |  |
| Abstentions              | Abstentions                                               | 2 108 | 47,48 |       |        |               |  |  |  |
| Inscrits / participation | Inscrits / participation                                  | 4 440 | 52,52 |       |        |               |  |  |  |

### Ordino
|                          |                                                                           |       |       |       |        |               |  |  |  |
| Liste                    | Liste                                                                     | Voix  | %     | +/-   | Sièges | +/-           |  |  |  |
|                          | Action communale d'Ordino + Démocrates + Indépendants + Progressistes SPD | 646   | 55,64 | 10,69 | 8      | en stagnation |  |  |  |
|                          | Unis pour Ordino (Parti social-démocrate + Andorre en avant + X'Ordino)   | 515   | 44,36 | 21,48 | 2      | en stagnation |  |  |  |
|                          |                                                                           |       |       |       |        |               |  |  |  |
| Votes valides            | Votes valides                                                             | 1 161 | 86,97 |       |        |               |  |  |  |
| Votes blancs             | Votes blancs                                                              | 138   | 10,33 |       |        |               |  |  |  |
| Votes nuls               | Votes nuls                                                                | 36    | 2,70  |       |        |               |  |  |  |
| Total                    | Total                                                                     | 1 335 | 100   | –     | 10     | en stagnation |  |  |  |
| Abstentions              | Abstentions                                                               | 612   | 31,44 |       |        |               |  |  |  |
| Inscrits / participation | Inscrits / participation                                                  | 1 947 | 68,56 |       |        |               |  |  |  |

### La Massana
|                          |                                                                                         |       |       |       |        |               |  |  |  |
| Liste                    | Liste                                                                                   | Voix  | %     | +/-   | Sièges | +/-           |  |  |  |
|                          | Citoyens engagés + DA + Indépendants                                                    | 1 113 | 58,73 | 41,27 | 10     | 2             |  |  |  |
|                          | Avec bon sens (Parti social-démocrate + Concorde + Somveïns + Participa + Indépendants) | 782   | 41,27 | Nv    | 2      | 2             |  |  |  |
|                          |                                                                                         |       |       |       |        |               |  |  |  |
| Votes valides            | Votes valides                                                                           | 1 895 | 89,64 |       |        |               |  |  |  |
| Votes blancs             | Votes blancs                                                                            | 159   | 7,52  |       |        |               |  |  |  |
| Votes nuls               | Votes nuls                                                                              | 60    | 2,84  |       |        |               |  |  |  |
| Total                    | Total                                                                                   | 2 114 | 100   | –     | 12     | en stagnation |  |  |  |
| Abstentions              | Abstentions                                                                             | 1 438 | 40,49 |       |        |               |  |  |  |
| Inscrits / participation | Inscrits / participation                                                                | 3 552 | 59,51 |       |        |               |  |  |  |

### Andorre-la-Vieille
|                          |                                                       |       |       |       |        |               |  |  |  |
| Liste                    | Liste                                                 | Voix  | %     | +/-   | Sièges | +/-           |  |  |  |
|                          | Enclar (Parti social-démocrate + Concorde + Somveïns) | 1 989 | 52,47 | 14,07 | 9      | 6             |  |  |  |
|                          | Démocrates + Progressistes SPD + Indépendants         | 1 802 | 47,53 | 3,68  | 3      | 6             |  |  |  |
|                          |                                                       |       |       |       |        |               |  |  |  |
| Votes valides            | Votes valides                                         | 3 791 | 91,92 |       |        |               |  |  |  |
| Votes blancs             | Votes blancs                                          | 244   | 5,92  |       |        |               |  |  |  |
| Votes nuls               | Votes nuls                                            | 89    | 2,16  |       |        |               |  |  |  |
| Total                    | Total                                                 | 4 124 | 100   | –     | 12     | en stagnation |  |  |  |
| Abstentions              | Abstentions                                           | 4 660 | 53,04 |       |        |               |  |  |  |
| Inscrits / participation | Inscrits / participation                              | 8 784 | 46,96 |       |        |               |  |  |  |

### Sant Julià de Lorià
|                          |                                                                         |       |       |       |        |               |  |  |  |
| Liste                    | Liste                                                                   | Voix  | %     | +/-   | Sièges | +/-           |  |  |  |
|                          | Réveillez-vous Laurèdia (Concorde)                                      | 1 357 | 53,26 | 12,61 | 9      | 6             |  |  |  |
|                          | Union laurediana + Démocrates + Action + Indépendants                   | 1 047 | 41,09 | 7,49  | 3      | 6             |  |  |  |
|                          | Pour Sant Julià (Parti social-démocrate + Social-démocratie et progrès) | 144   | 5,65  | 5,12  | 0      | en stagnation |  |  |  |
|                          |                                                                         |       |       |       |        |               |  |  |  |
| Votes valides            | Votes valides                                                           | 2 548 | 94,41 |       |        |               |  |  |  |
| Votes blancs             | Votes blancs                                                            | 114   | 4,22  |       |        |               |  |  |  |
| Votes nuls               | Votes nuls                                                              | 37    | 1,37  |       |        |               |  |  |  |
| Total                    | Total                                                                   | 2 699 | 100   | –     | 12     | en stagnation |  |  |  |
| Abstentions              | Abstentions                                                             | 1 860 | 40,80 |       |        |               |  |  |  |
| Inscrits / participation | Inscrits / participation                                                | 4 559 | 59,20 |       |        |               |  |  |  |

### Escaldes-Engordany
|                          |                                                                                      |       |       |      |        |               |  |  |  |
| Liste                    | Liste                                                                                | Voix  | %     | +/-  | Sièges | +/-           |  |  |  |
|                          | Consensus pour Escaldes-Engordany (Parti social-démocrate + Concorde + Indépendants) | 1 606 | 51,49 | 5,86 | 9      | en stagnation |  |  |  |
|                          | Démocrates + Action + SDP + Indépendants                                             | 1 513 | 48,51 | N/a  | 3      | en stagnation |  |  |  |
|                          |                                                                                      |       |       |      |        |               |  |  |  |
| Votes valides            | Votes valides                                                                        | 3 119 | 92,94 |      |        |               |  |  |  |
| Votes blancs             | Votes blancs                                                                         | 177   | 5,27  |      |        |               |  |  |  |
| Votes nuls               | Votes nuls                                                                           | 60    | 1,79  |      |        |               |  |  |  |
| Total                    | Total                                                                                | 3 356 | 100   | –    | 12     | en stagnation |  |  |  |
| Abstentions              | Abstentions                                                                          | 2 543 | 43,10 |      |        |               |  |  |  |
| Inscrits / participation | Inscrits / participation                                                             | 5 899 | 56,90 |      |        |               |  |  |  |